# Propulsió independent d'aire
La Propulsió Independent d'Aire o PIA (més coneguda com a AIP per les seves inicials en anglès) és un terme que engloba les tecnologies que permeten a un submarí operar sense necessitat d'emergir a la superfície o haver d'usar el sistema snorkel per accedir a l'oxigen de l'atmosfera. El terme usualment exclou l'ús d'energia nuclear; més aviat es tracta d'augmentar o reemplaçar el sistema de propulsió dièsel-elèctrica de naus no nuclears. L'Armada dels Estats Units utilitza el símbol de classificació de casc “SSP” per designar un submarí amb PIA, mentre reté el clàssic “SS” per als submarins d'atac dièsel-elèctrics.
La PIA és usualment implementada com una font auxiliar. La majoria d'aquests sistemes generen electricitat que activa un motor per a propulsió o per recarregar les bateries del submarí. El sistema elèctric del submarí a més és usat per proveir "serveis d'hotel" -ventilació, il·luminació, calefacció, etc.- tot i que aquests serveis consumeixen molt poca energia comparats amb la propulsió.
Un benefici d'aquest enfocament és que pot ser adaptat en submarins existents mitjançant la inserció d'una secció de casc addicional. La PIA normalment no proveeix prou energia per reemplaçar totalment la propulsió dependent d'aire, però permet al submarí romandre submergit durant més temps que els submarins convencionals sense PIA. Una típica planta d'energia convencional proveirà un màxim de 3 megawatts, i una font PIA prop del 10% d'aquesta energia. La planta d'un submarí de propulsió nuclear normalment té una potència més gran de 20 megawatts.